# Stara Dąbrowa (gmina)
Pour les articles homonymes, voir Stara Dąbrowa.
Stara Dąbrowa est une gmina rurale du powiat de Stargard, Poméranie occidentale, dans le nord-ouest de la Pologne. Son siège est le village de Stara Dąbrowa, qui se situe environ 13 km au nord-est de Stargard Szczeciński et 38 km à l'est de la capitale régionale Szczecin.
La gmina couvre une superficie de 112,59 km2 pour une population de 3 726 habitants en 2016.

## Géographie
La gmina inclut les villages de Białuń, Chlebówko, Chlebowo, Kicko, Krzywnica, Łęczówka, Łęczyca, Łęczyna, Moskorze, Nowa Dąbrowa, Parlino, Rokicie, Rosowo, Stara Dąbrowa, Storkówko, Tolcz et Wiry.
La gmina borde les gminy de Chociwel, Marianowo, Maszewo et Stargard Szczeciński.